# HD168481
HD168481 — хімічно пекулярна зоря спектрального класу A7, що має видиму зоряну величину в смузі V приблизно  7,0.
Вона  розташована на відстані близько 916,2 світлових років від Сонця.

## Пекулярний хімічний склад
Зоряна атмосфера HD168481 має підвищений вміст 
Cr
.